# Pteronymia bueya
Pteronymia bueya är en fjärilsart som beskrevs av Richard Haensch 1909. Pteronymia bueya ingår i släktet Pteronymia och familjen praktfjärilar. Inga underarter finns listade.